# Wonboyn River
Wonboyn River är ett vattendrag i Australien. Det ligger i delstaten New South Wales, i den sydöstra delen av landet, omkring 390 kilometer söder om delstatshuvudstaden Sydney. Arean är 4,2 kvadratkilometer.
I omgivningarna runt Wonboyn River växer i huvudsak städsegrön lövskog. Genomsnittlig årsnederbörd är 1 161 millimeter. Den regnigaste månaden är juni, med i genomsnitt 209 mm nederbörd, och den torraste är juli, med 16 mm nederbörd.